# Трёхозёрская волость
Трёхозёрская волость (тат. ئۈچ كول ۋولىٰسىٰ, Ɵckyl vulьsь, Өчкүл вулысы) — административная единица в составе Казанской губернии и Татарской АССР. По состоянию на 1915 год, волостное правление и квартира полицейского урядника находились в селении Три Озера.

## География
На 1910-е годы граничила с Жедяевской, Юрткульской и Щербетской волостями Спасского уезда, по Волге — с Сюкеевской, Красно-Полянской, Колунецкой и Пролей-Кашинской волостями Тетюшского уезда.

## История
Возникла не позднее 1870 года в составе Спасского уезда Казанской губернии. В 1920 году, как и бо́льшая часть уезда, вошла в состав Спасского кантона Татарской АССР.
В 1924 году при укрупнении волостей была одной из немногих, чья территория не подверглась изменениям.
В 1930 году волость упразднена, большая часть селений вошла в состав Спасского района, селения Комаровка и Подгорный отошли Тетюшскому району.

## Население
- 17372 чел. (1914).[1]
- 15928 чел. (1920, в границах 1925 года: русские — 100,0 %).[5]

## Состав
В 1930 году волость делилась на 12 сельсоветов: Трёх-Озёрский, Молоствовский, Порфировский, Лебяжьинский, Анино-Слободский, Маклашеевский, Полянский, Балымерский, Комаровский, Болгарский.